# Hjälmsjön (Stora Malms socken, Södermanland)
Hjälmsjön är en sjö i Katrineholms kommun i Södermanland och ingår i Nyköpingsåns huvudavrinningsområde. Sjön har en area på 0,06 kvadratkilometer och ligger 32,9 meter över havet. Sjön avvattnas av vattendraget Värnaån.

## Delavrinningsområde
Hjälmsjön ingår i det delavrinningsområde (653983-153483) som SMHI kallar för Inloppet i Viksjön. Medelhöjden är 44 meter över havet och ytan är 39,3 kvadratkilometer. Räknas de 2 avrinningsområdena uppströms in blir den ackumulerade arean 65,04 kvadratkilometer. Värnaån som avvattnar avrinningsområdet har biflödesordning 4, vilket innebär att vattnet flödar genom totalt 4 vattendrag innan det når havet efter 55 kilometer. Avrinningsområdet består mestadels av skog (46 procent), öppen mark (14 procent) och jordbruk (35 procent). Avrinningsområdet har 1,13 kvadratkilometer vattenytor vilket ger det en sjöprocent på 2,9 procent.